# 매트 코넷
매트 코넷(영어: Matt Cornett, 1998년 10월 6일 ~ )은 미국의 배우다.

## 어린 시절
코넷은 1998년 10월 6일 아칸소주 로저스에서 태어났다.

## 출연작 목록
- 악몽 U (2012–2014)
- 할 수 있다 (2013)
- 사우스랜드 (2013)
- 내 베이비시터가 외계인인 것 같아 (2015)
- 퓨처 쇼크 (2015)
- 더 듄스 클럽 (2015)
- 벨라와 불독 (2015–2016)
- 상상할 수 없는 (2016)
- 헤크 패밀리 (2016)
- 크리미널 마인드 (2016)
- 스피치리스 (2017)
- 라이프 인 피시즈 (2017–2018)
- 알렉스와 나 (2018)
- 혼자 함께 (2018)
- 완벽한 시민 (2018)
- 죽음에 스트레스 (2019)
- 게임 셰이커 (2019)
- 골드버그 패밀리 (2019–2020)
- 하이스쿨 뮤지컬: 더 뮤지컬: 더 시리즈 (2019-)
- 좀비 3 (2022)